# Campiña de Jaén
Die Comarca Campiña de Jaén ist eine der 10 Comarcas der spanischen Provinz Jaén. Sie wurde, wie alle Comarcas der Autonomen Gemeinschaft Andalusien mit Wirkung zum 28. März 2003 eingerichtet.
Die Comarca umfasst 10 Gemeinden mit einer Fläche von 1.751,76 km².

## Lage
|                 | Provinz Ciudad Real                         |                       |
| Provinz Córdoba | Kompassrose, die auf Nachbargemeinden zeigt | Comarca Sierra Morena |
|                 | Comarca Metropolitana de Jaén               |                       |

## Gemeinden
| Gemeinde                | Einwohner (2024) | Fläche km² | Dichte Einw./km² | Cod INE | Postleitzahl |
| ----------------------- | ---------------- | ---------- | ---------------- | ------- | ------------ |
| Andújar                 | 35.619           | 964,90     | 37               | 23005   | 23740        |
| Arjona                  | 5.376            | 158,45     | 34               | 23006   | 23760        |
| Arjonilla               | 3.531            | 42,56      | 83               | 23007   | 23750        |
| Cazalilla               | 771              | 46,63      | 17               | 23027   | 23628        |
| Escañuela               | 902              | 13,75      | 66               | 23031   | 23657        |
| Espelúy                 | 591              | 25,49      | 23               | 23032   | 23628        |
| Lahiguera               | 1.588            | 44,75      | 35               | 23040   | 23746        |
| Lopera                  | 3.539            | 67,90      | 52               | 23056   | 23780        |
| Marmolejo               | 6.507            | 178,07     | 37               | 23059   | 23770        |
| Villanueva de la Reina  | 2.948            | 209,26     | 14               | 23096   | 23730, 23749 |
| Comarca Campiña de Jaén | 61.372           | 1.751,76   | 35               | –       | –            |